# 황택의
황택의(1996년 11월 12일 ~ )은 대한민국의 배구 선수이다.

## 성균관대학교시절
송산고등학교 시절부터 고교최대어라 불리었다. 고교 졸업 후 성균관대학교에 진학하였으며 노재욱이 졸업한 세터 자리를 1학년 신입생부터 꿰차었다. 당연히 대학교에서도 세터 최대어였다. 각종 대회에 출전하였으며, 대회마다 주전 세터자리를 차지하였다. 2016-2017년 V리그 신인드래프트에서 역대 최연소 최초 세터 전체 1순위로 1순위 지명권을 가진 구미 KB손해보험 스타즈에 지명되었다.

## 구미 KB손해보험 스타즈시절
처음 입단할때는 원포인트 서버였으나 권영민과 양준식이 부진하자 2라운드 후반부터 주전자리를 차지하였다. 그러면서 팀 성적도 상승하였다.
이때부터 신인상이 확실시 되었으며, 시즌 후 2016-2017 V리그 시상식에서 신인상을 수상하였다.

## 의정부 KB손해보험 스타즈시절
2017-2018시즌에는 2년차 선수임에도 불구하고 주전 세터로서 활약한다.
주전 세터로 나서면서 경기 경험을 끌어올리고 있다. 그러나 시즌 초반에는 어린 선수라 그런지 흔들리는 경기를 종종 보이기도 하였다. 하지만 이후 경기에서 안정감을 찾으면서 팀의 안정을 이끌고 있다.
2018-2019시즌에도 주전 세터로 활약할 예정이다. 하지만 첫경기인 인천 대한항공 점보스와의 경기에서 1세트에 발목을 접지르면서 경기에서 이탈하였다. 4주 진단을 받았다.

## 학력
- 남양초등학교
- 송산중학교
- 송산고등학교
- 성균관대학교

## 경력
- 2016 제5회 AVC컵 남자배구대회 국가대표

## 수상경력
- 2014년 제17회 아시아청소년남자배구선수권대회 동메달
- 2016-2017 V리그 신인상